# Ottelia cylindrica
Ottelia cylindrica là một loài thực vật có hoa trong họ Hydrocharitaceae. Loài này được (T.C.E.Fr.) Dandy mô tả khoa học đầu tiên năm 1934.